# Stryj rajon
Stryj rajon (ukrainsk: Стрийський район, tr. Stryjskyj rajon) er en rajon (distrikt) i Ukraine.
Stryj rajon er en af 7 rajoner i Lviv oblast i det vestlige Ukraine, hvor Stryj rajon er beliggende i den sydøstlige del af oblastet omkring byen Stryj. Rajonen har et areal på 3.840 km2
og et indbyggertal på 322.853 (2021) indbyggere. 

## Eksterne links
- Wikimedia Commons har flere filer relateret til Stryj rajon